# Раск (округ, Техас)
Округ Раск (англ. Rusk county) — округ штата Техас Соединённых Штатов Америки. На 2000 год в нем проживало 47 372 человек. По оценке бюро переписи населения США в 2009 году население округа составляло 49 180 человек. Окружным центром является город Хендерсон.

## История
Округ Раск был сформирован в 1843 году. Он был назван в честь Томаса Джефферсона Раска, генерала техасской революции.

## География
По данным бюро переписи населения США площадь округа Раск составляет 2431 км², из которых 2392 км² — суша, а 39 км² — водная поверхность (1,61 %).

### Основные шоссе
- Шоссе 79
- Шоссе 84
- Шоссе 259
- Автострада 42
- Автострада 43
- Автострада 64

### Соседние округа
- Грегг  (север)
- Гаррисон  (северо-восток)
- Панола  (восток)
- Шелби  (юго-восток)
- Накодочес  (юг)
- Чероки  (юго-запад)
- Смит  (северо-запад)